# 406-мм/45 корабельное орудие
16-дюймовое орудие длиной в 45 калибров — орудие, которое предполагалось для вооружения линкоров Российского Императорского флота.

## Предпосылки
После окончания проектирования 356-мм/52 орудий в русском Морском Генеральном Штабе (МГШ) рассматривались предварительные расчёты 15-дюймового (380-мм) орудия: вес снаряда 920 кг, скорость снаряда порядка 720 м/с. Однако рассмотрение длилось не долго — МГШ решил перейти сразу на калибр 16 дюймов (406 мм), причём примерно в одно и то же время с американским МГШ.

## Начало проектирования
Предполагалось создание орудия в 45 калибров, снаряды разного типа — бронебойный, полубронебойный и фугасный — должны были иметь одинаковый вес в 1116,3 кг, и содержали соответственно 30, 76 и 90 кг взрывчатого вещества. Надо сказать, что такой вес снаряда для Первой Мировой довольно тяжёл, американское орудие 406/45 Mk.1 имело вес снаряда 957,1 кг, немецкое, спроектированное для проекта L20 — 1000 кг, английское Mk.I, спроектированное для G3 в 1922 году и стоявшее на HMS Nelson — 929 кг.
Заказы на создание орудия были выданы «Виккерс-Армстронгу» и Обуховскому заводу. Причём для обоих были одни и те же снаряды.

## Проект Виккерс-Армстронг
В 1917 году на испытание вышло орудие «Армстронга». Вес заряда составлял 332 кг (на русском порохе), скорость снаряда составляла 757 м/с, на испытаниях же она составила 766 м/с. Был разработан вариант с увеличенным до 350 кг зарядом, скорость снаряда должна была составить 793 м/с, также предполагалось удлинение ствола с 45 до 50 калибров, скорость бы составила свыше 800 м/с.
В 1919 году орудие было переделано в калибр 205 мм длиной в 122 калибра. Вес снаряда составил 133 кг, вес заряда — 142 кг (на британском порохе), скорость снаряда — 1494 м/с. Вскоре после испытаний работы были прекращены.

## Проект Обуховского Сталелитейного Завода
Орудие ОСЗ существовало только в виде проекта — вплоть до 1917 года из-за загруженности завода орудие готово не было, только отдельные узлы. Он отличался от английского проекта конструкцией ствола. Вес заряда составлял 373 кг, скорость по проекту составляла от 820 до 850 м/с — много для Первой Мировой, учитывая вес снаряда, примерно ту же скорость (иногда и ниже) имели зарубежные аналоги, при более лёгких снарядах.

## Другие проекты
На Путиловском заводе разрабатывался проект линкора в нескольких вариантах, они имели главный калибр длиной в 52 калибра — в ранних вариантах калибра 356 мм, в поздних — 406 мм. Скорость снаряда у 406/52 орудия неизвестна, судя по всему свыше 800 м/с, известен только вес — 1128 кг. Известно, что детально это орудие не прорабатывалось.

## Орудийные 406-мм башни

### Утверждённый проект
Были разработаны башни на 2, 3 и 4 ствола. Бронирование было следующим: по кругу 400 мм, передняя наклонная часть крыши 200 мм, задняя горизонтальная часть крыши 250 мм, барбет выше верхней палубы 375 мм, между верхней и второй палубами 250 мм, верхняя броневая палуба 35 мм, вторая броневая палуба 75 мм.

### Другие проекты
Флагманский артиллерист штаба бригады балтийских линкоров Н. А. Вирениус и вице-адмирал В. Н. Ферзен разработали проект бронирования линкора с 16-дюймовой артиллерией. По проекту орудийные башни имели бронирование лба - 500 мм, тыла - 250-300 мм, передней наклонной части крыши - 250 мм, задней наклонной части крыши - 200 мм, барбетов выше верхней палубы - 450 мм.
Позже Н. А. Вирениус разработал предложение о размещении артиллерии - четыре продольно-расположенные башни, две двухорудийные и две четырёхорудийные концевые башни.
Свой проект бронирования орудийной башни разработали на Путиловском заводе, который был более близок к официально утверждённому. Было два варианта бронирования - для башен с 14-дюймовыми и с 16-дюймовыми орудиями. В первом варианте бронирование лба, боков, тыла и крыши составляли 375, 375, 350 и 175 мм, во втором - 400, 400, 350 и 200 мм. Бронирование барбетов выше/ниже верхней палубы у 14-дюймовых башен - 375/225 мм, у 16-дюймовых - 400/250 мм. В проекте линкора 14-дюймовые башни были только трёхорудийными, 16-дюймовые башни - трёх- и четырёхорудийными, максимальное число орудий - 12 штук.
Разрабатывались специальные механизмы, ускоряющие перезарядку, по расчётам скорострельность должна была увеличиться при всех улучшениях с 1,5-2 выстрелов в минуту до 4.

## Оценка проекта
Для Первой Мировой 406/45 орудие было крайне мощно — самый тяжёлый снаряд в Первую Мировую войну и далеко не самая низкая скорость снаряда — в случае минимальной расчётной скорости орудия ОСЗ — 820 м/с — дульная энергия составила бы не менее, чем у американского 406/50 орудия Mk.7 (на линкорах типа Айова), считавшегося одним из лучших в своём калибре (вес снаряда 1225 кг, скорость снаряда 762 м/с). По сути, только Революция и последовавший хаос не позволил осуществить далеко идущие планы русского МГШ. Впрочем, наработки по 406/45 орудию Обуховского Завода пригодились при создании 406/50 орудия Б-37.